# 卡尔·雷德尔
卡尔·迪安·雷德尔（Carl Dean Radle，1942年6月18日—1980年5月30日），美国贝斯手。他于1960年代后期到1970年代和一些著名艺术家合作，参加巡回演出，并录制大碟。其中最著名的是埃里克·克莱普顿创建的「德雷克和多米诺乐队」，他和鼓手吉姆·高登负责节奏部分，乐队一共只录制了一张专辑《莱拉和其他情歌》，因为内部出现矛盾而解散了。
1971年8月，雷德尔参加了孟加拉慈善音乐会的演出。1972年，《孟加拉慈善音乐会》专辑发行，雷德尔和戴夫·梅森、J·J·卡尔、乔治·哈里森、色彩乐队、乔·科克尔以及巴迪·盖伊等人一起参与了专辑的录制工作。
1974年埃里克·克莱普顿成功摆脱毒瘾，回到舞台。克莱普顿组织了一支新的乐队，汇集老友雷德尔，吉他手乔治·特里、鼓手杰米·奥达克、歌手伊冯娜·埃利曼和马斯·莱维。乐队于1974年录制了专辑《461海洋林荫大道》。雷德尔和克莱普顿一直合作1979年夏天。
1980年，由于服用过多麻醉剂和酒精，雷德尔死于肾脏疾病，年仅37岁。